# Angels Camp, Kalifornija
Angels je grad u američkoj saveznoj državi Kalifornija. Prema popisu stanovništva iz 2010. u njemu je živjelo 3.836 stanovnika.

## Stanovništvo
Prema popisu stanovništva iz 2010. u gradu je živjelo 3.836 stanovnika, što je 832 (21,7%) stanovnika više nego 2000. godine.

## Zanimljivosti
U gradu je neko vrijeme živio i radio hrvatsko-američki izumitelj Petar Mišković.